# Liste Münchner Straßennamen/P

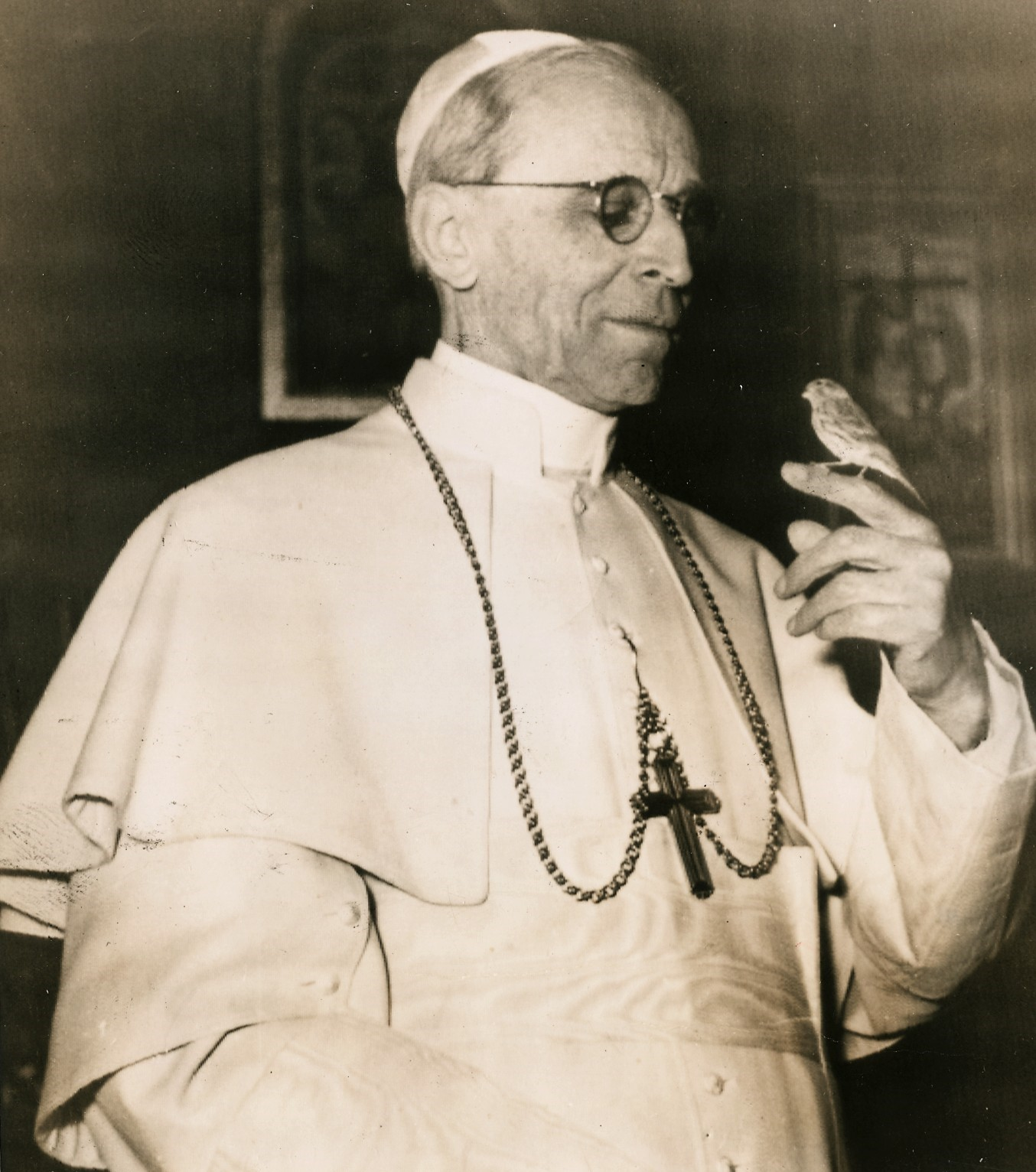
Eugenio Maria Giuseppe Giovanni Pacelli (Pius XII.)

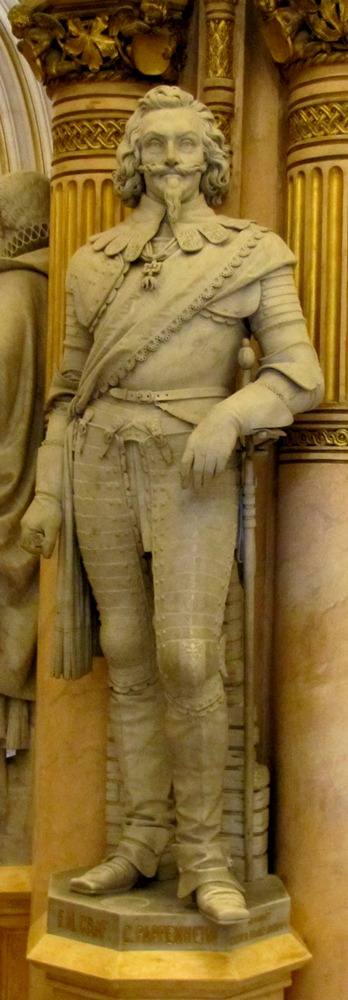
Gottfried Heinrich zu Pappenheim

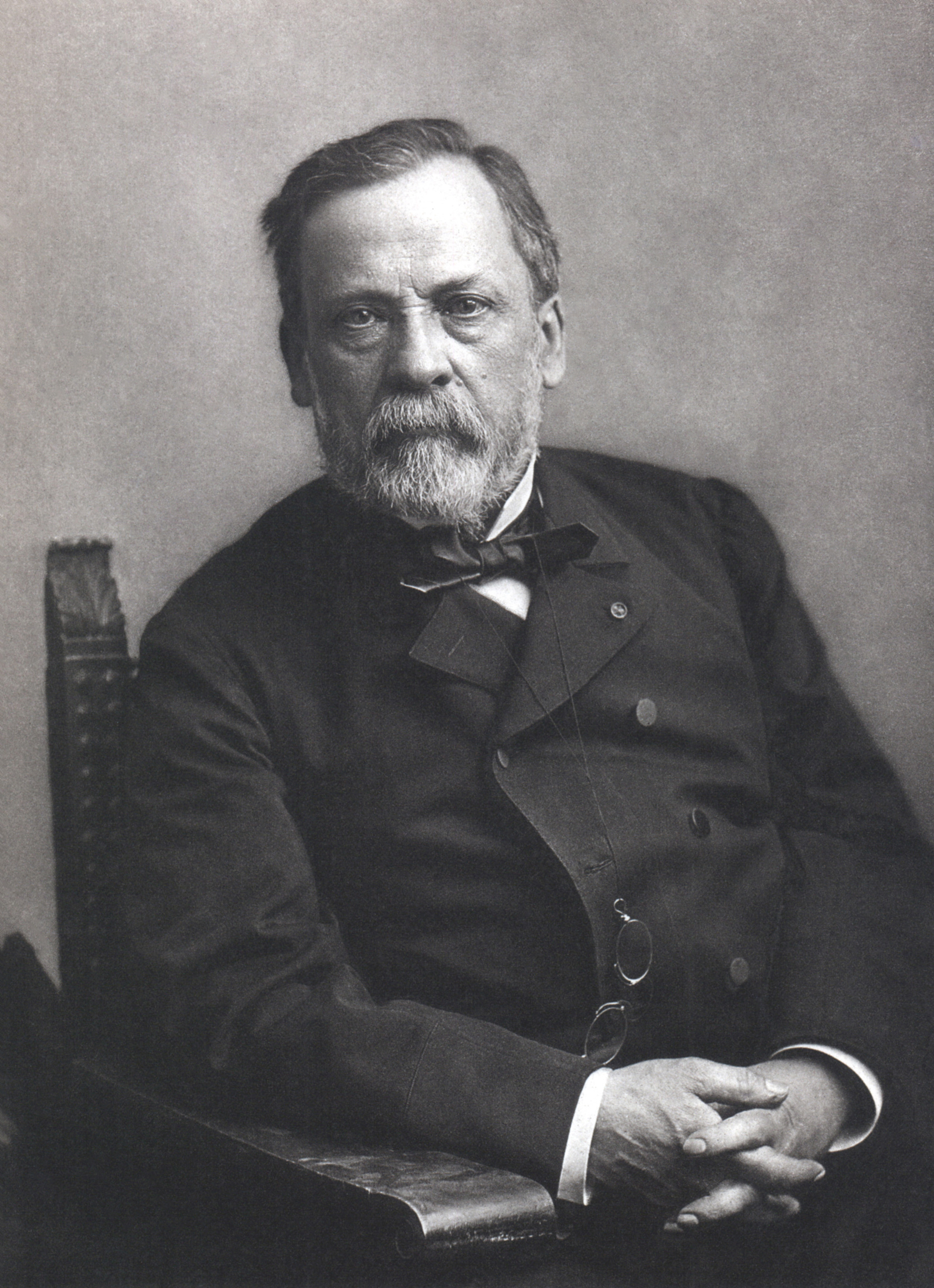
Louis Pasteur

Paul Heyse

Paul Preuß

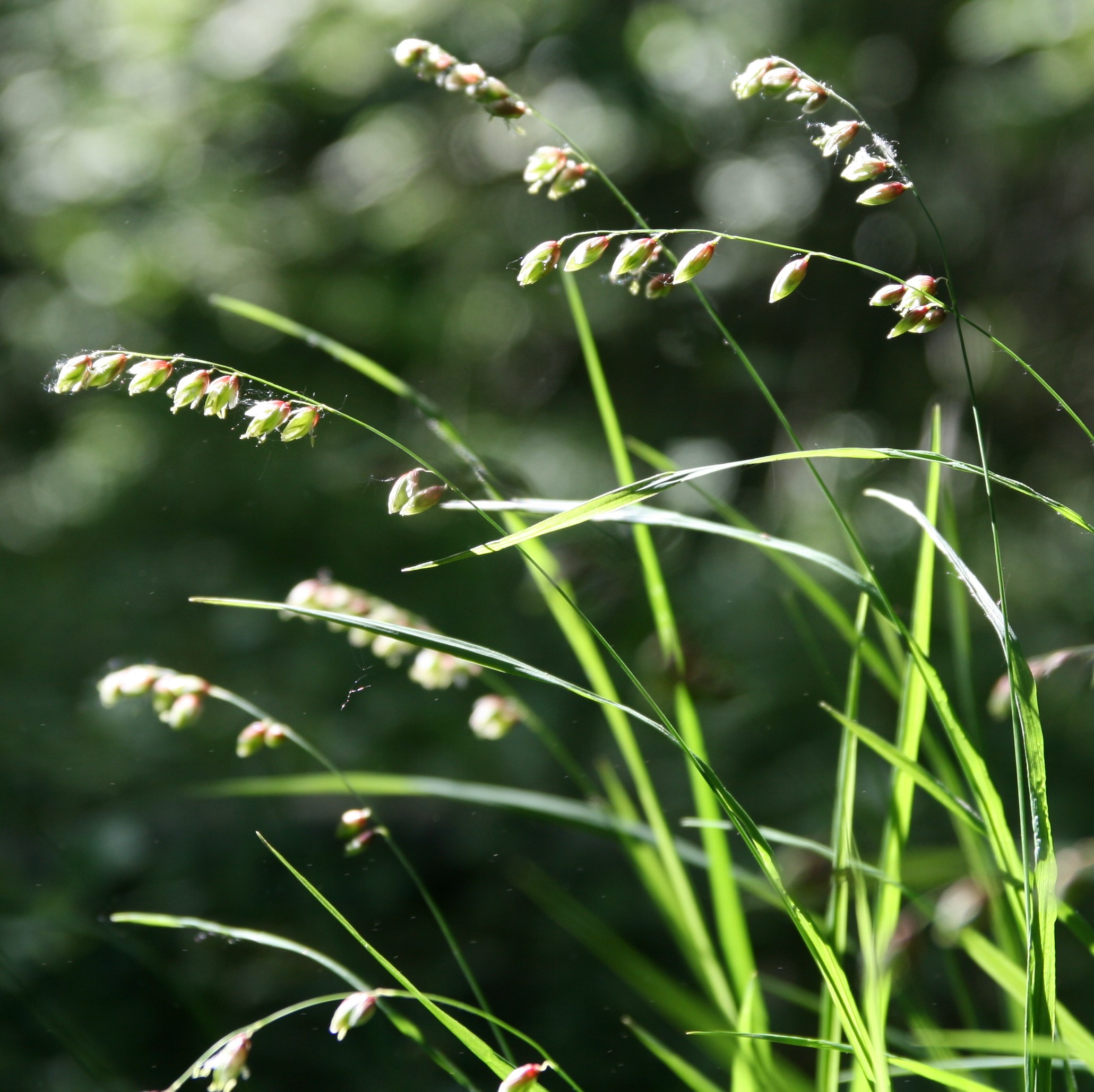
Nickendes Perlgras

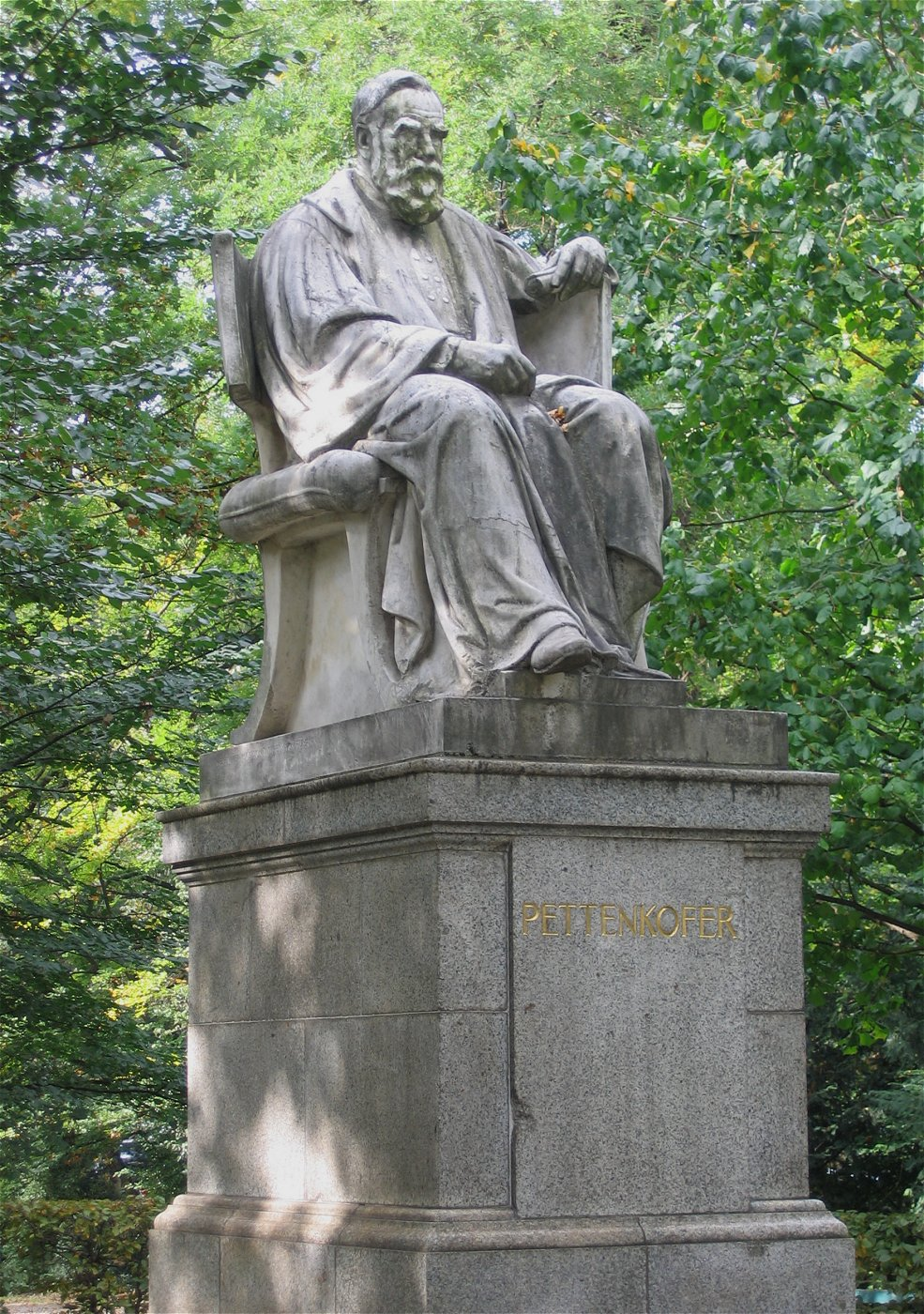
Pettenkofer-Denkmal, Maximiliansplatz, München

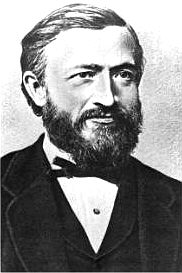
Philipp Reis

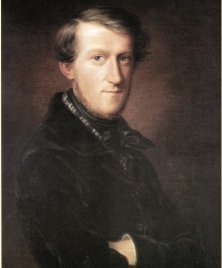
Franz Graf von Pocci

Die Liste Münchner Straßennamen listet Namen von Straßen und Plätzen der bayerischen Landeshauptstadt München auf und führt dabei auch die Bedeutungen und Umstände der Namensgebung an. Aktuell gültige Straßenbezeichnungen sind in Fettschrift angegeben, nach Umbenennung oder Überbauung nicht mehr gültige Bezeichnungen in Kursivschrift.
Aufgrund der großen Anzahl Münchner Straßennamen ist die Liste in alphabetisch sortierte Unterlisten aufgeteilt.
Pacellistraße, Altstadt
(1951) Eugenio Maria Giuseppe Giovanni Pacelli (1876–1958), Päpstlicher Nuntius in München, späterer Papst Pius XII.; früher Pfandhausstraße
Pachemstraße, Berg am Laim
(1920) Pachem (Bachheim), früherer Ort zwischen baumkirchen und Riem
Pachmayrplatz, Bogenhausen
(1931) Emil Pachmayr (1844–1912), Magistratsrat in München
Packenreiterstraße, Obermenzing
(1947) Christoph Packenreiter, Pfleger der Hofmark Menzing
Paduanostraße, Neuhausen
(1906) Paduano († 1596), italienischer Renaissance-Künstler
Paganinistraße, Obermenzing
(1957) Geiger Niccolò Paganini (1782–1840), italienischer Geiger, Gitarrist und Komponist
Pagodenburgstraße, Obermenzing
(1947) Pagodenburg im Schlosspark Nymphenburg
Pählstraße, Sendling-Westpark
(1925) Pähl, Gemeinde im Landkreis Weilheim-Schongau
Paidarstraße, Feldmoching
(1954) Herbert Paidar (1909–1951), Alpinist
Palestrinastraße, Nymphenburg
(1925) Giovanni Pierluigi da Palestrina (vmtl. 1525–1594), italienischer Komponist
Palmstraße, Isarvorstadt
(1890) Johann Philipp Palm (1766–1806), Nürnberger Buchhändler
Paosostraße, Aubing
(1947) Paoso, Eigenname, aus dem sich der Name des heutigen Stadtviertels Pasing ableitet
Papa-Schmid-Straße, Altstadt
(1950) Josef Leonhard Schmid (1822–1912), Gründer des Münchner Marionettentheaters
Papiermühlstraße,
(1879) südlich der F. Egger’schen Papiermühle mit der Ausdehnung von Ost nach West
Papinstraße, Aubing
(1947) Denis Papin (1647–1713), Erfinder
Pappelallee, Feldmoching
(1938) Pappeln, Pflanzengattung in der Familie der Weidengewächse
Pappenheimstraße, Maxvorstadt
(1890) Gottfried Heinrich zu Pappenheim (1594–1632), General im Dreißigjährigen Krieg
Papperitzstraße, Solln
(1947) Georg Papperitz (1846–1918), Maler, Dichter und Bildhauer. Zuvor hieß sie Anemonenstraße.
Paracelsusstraße, Am Hart
(1927) Theophrastus Bombastus von Hohenheim, gen. Paracelsus (1493 oder 1494–1541), Arzt und Philosoph
Paradeplatz, Altstadt
vor 1800  jetzt Promenadeplatz
Paradiesstraße, Lehel
(1898) Paradiesgarten, ehemalige Ausflugswirtschaft
Pariser Platz, Haidhausen
(1872) Paris, französische Hauptstadt
Pariser Straße, Haidhausen
(1872) siehe vorstehend
Parkmeisterstraße, Fürstenried
(1958) Parkmeister hießen die Verwalter der Forstgebiete um München
Parkstraße, Schwanthalerhöhe
(um 1823) Theresienpark hinter der Ruhmeshalle
Parkstraße, Solln
1947 umbenannt in Morgensternstraße.
Parlerstraße, Am Hart
(1938) Peter Parler (1330 oder 1333–1399), gotischer Baumeister und Bildhauer
Parrotstraße, Allach-Untermenzing
(1947) Carl Parrot (1867–1911), Ornithologe und Gynäkologe
Parsberger Straße, Aubing
(1947) Parsberg, Stadt in der Oberpfalz
Partenhauserweg, Mittersendling
(1955) Partenhauser, Barockbaumeisterfamilie
Partenkirchner Straße, Sendling-Westpark
(1904) Partenkirchen, Ortsteil von Garmisch-Partenkirchen
Partnachplatz, Mittersendling
(1926) Partnach, rechter Nebenfluss der Loisach
Partnachstraße, Mittersendling
(1926) siehe vorstehend
Parzivalplatz, Schwabing
(1899) Parzival, Held der Artussage
Parzivalstraße, Schwabing-Freimann, Schwabing-West
(1899) siehe vorstehend
Paschstraße, Neuhausen
(1900) Franz Karl Pasch (1809–1860), Kaufmann und Stifter aus München
Pasettiweg, Ramersdorf
(1981) Leo Pasetti (1889–1937), Bühnenbildner
Pasinger Bahnhofsplatz, Pasing
(1947) Bahnhof München-Pasing
Pasinger Heuweg, Pasing, Allach-Untermenzing
(1947) alter Flurname
Pasinger Marienplatz, Pasing
(1946) Mariensäule auf der Platzmitte
Pasinger Promenade, Pasing
(2015) Pasing, Fläche, die an ein großes Einkaufszentrum angrenzt
Passauerstraße, Mittersendling, Obersendling
(1903) Anton Passauer († 1749), Student der Rechtswissenschaften und Anführer der Tölzer Schützen beim Aufstand der bayerischen Bauern gegen Österreich im Jahre 1705 (Die Straße ist also nicht nach der Stadt Passau benannt, wie man vermuten könnte, und wird deshalb korrekt auch nicht „Passauer Straße“ geschrieben.)
Passionistenstraße, Obermenzing
(1947) Passionisten, katholische Ordensgemeinschaft
Pasteurstraße, Allach-Untermenzing
(1947) Louis Pasteur (1822–1895), Chemiker und Mikrobiologe
Pauckerweg, Alt-Aubing
(1985) Georg Paucker (1910–1979), deutscher Kurzschrifttheoretiker und -praktiker, Erfinder der Deutschen Notizschrift
Paul-Abraham-Weg, Pasing
(1972) Paul Abraham (1892–1960), Komponist
Paul-Brann-Straße, Hasenbergl
(1961) Paul Brann (1873–1955), deutscher Puppenspieler, Schriftsteller und Schauspieler
Paul-Bürck-Weg, Alt-Aubing
(1984) Paul Bürck (1878–1947), Maler und Graphiker
Paul-Dahlke-Weg, Neuperlach
(1986) Paul Dahlke (1904–1984), deutscher Schauspieler und Hörspielsprecher
Paul-Ehrlich-Weg, Allach-Untermenzing
(1947) Paul Ehrlich (1854–1915), deutscher Mediziner und Forscher, Medizin-Nobelpreisträger
Paul-Gerhardt-Allee, Pasing-Obermenzing
(1945) Paul Gerhardt (1607–1676), evangelischer Theologe, Kirchenlieddichter
Paul-Henri-Spaak-Straße, Riem
(1998) Paul-Henri Spaak (1899–1972), belgischer Staatsmann
Paul-Heyse-Straße, Ludwigsvorstadt
(1905) Paul Johann Ludwig von Heyse (1830–1914), deutscher Schriftsteller, Nobelpreisträger für Literatur 1910
Paul-Heyse-Unterführung, Ludwigsvorstadt
(1957) siehe vorstehend
Paul-Hindemith-Allee, Freimann
(1985) Paul Hindemith (1895–1963), Komponist
Paul-Hösch-Straße, Pasing
(1947) Paul Hösch (1880–1945), Arzt
Paul-Huml-Bogen, Feldmoching
(2007) Paul Huml (1915–1988), deutscher Schriften- und Kunstmaler
Paul-Klee-Straße, Solln
(1964) Paul Klee (1879–1940), Maler, Mitglied der Neuen Künstlervereinigung München und des Blauen Reiters
Paul-Lagarde-Straße, Laim,
(1925) Paul de Lagarde (1827–1891), Orientalist; 2016 umbenannt in Ilse-Weber-Straße
Paul-Löbe-Straße, Neuperlach
(1973) Paul Löbe (1875–1967), SPD-Politiker
Paul-Meisel-Weg, Untersendling
(1986) Paul Meisel (1897–1958), Priester von St. Margaret in Sendling, nach dem Krieg engagierte er sich für den Wiederaufbau dieser Kirche
Paul-Neu-Weg, Bogenhausen
(1979) Paul Neu (1881–1940), Künstler, Gestalter und Illustrator
Paul-Preuß-Straße, Feldmoching
(1947) Paul Preuß (1886–1913), Bergsteiger
Paul-Renner-Weg, Schwabing
(2018) Paul Renner (1878–1956), Grafikdesigner und Typograf
Paul-von-Groth-Weg, Allach-Untermenzing
(1972) Paul Heinrich von Groth, Mineraloge
Paul-Wassermann-Straße, Riem
(1998) Paul Wassermann (1887–1941), Chemiker, Firmeninhaber, Gründer der Erwachsenenbildung in München
Paula-Breitenbach-Weg, Lerchenau
(1963) Paula Breitenbach (1895–1954), Stadträtin in München
Paula-Hahn-Weinheimer-Weg, Allach-Untermenzing
(2017) Paula Hahn-Weinheimer (1917–2002), Geochemikerin, Mineralogin
Paula-Herzog-Weg, Untergiesing
(1990) Paula Herzog (1921–1988), Mitglied des Bezirksausschusses von Untergiesing
Paula-Ludwig-Weg, Moosach
(1994) Paula Ludwig (1900–1974), österreichische Schriftstellerin und Malerin
Paulanerplatz, Au
(1857) Paulanerkloster am Neudeck
Paulastraße, Thalkirchen
(um 1888) heilige Paula von Rom (347–404), römische Christin
Paulckestraße, Hasenbergl
(1960) Wilhelm Paulcke (1873–1949), Geologe
Paulmannstraße,
(1879) Konrad Paulmann († 1476) → Paumannstraße
Paulsdorfferstraße, Ramersdorf
(1899) Konrad Paulsdorffer, Stadtrichter in München im 14. Jahrhundert
Paumannstraße, Untersendling
(1923) Conrad Paumann (um 1410–1473), Organist, Hofkapellmeister
Pechdellerstraße, Giesing
(1900) Vinzenz Pechdeller († 1777), Kaufmann und Mitglied des Äußeren Rates der Stadt München
Pechlarner Straße, Nymphenburg
(1935) Pöchlarn, Stadt in Niederösterreich
Pechstraße,
(1879)
Pechwinkel,
(1873) nach Pechsiedern die dort lebten und arbeiteten → heute Palmstraße
Pegnitzstraße, Neuhausen
(1921) Pegnitz, Stadt und dem Fluss in Franken
Peißenbergstraße, Giesing
(1914) Hoher Peißenberg im Landkreis Weilheim-Schongau
Peitinger Weg, Neuharlaching
(1967) Peiting, Markt im oberbayerischen Landkreis Weilheim-Schongau
Pelargonienweg, Großhadern
(1947) Pelargonien, Pflanzengattung  in der Familie der Storchschnabelgewächse
Pelkovenstraße, Moosach
(1913) Pelckhofen, bayerisches Adelsgeschlecht
Pellegrinistraße, Johanneskirchen
(1932) Julius Pellegrini (1806–1858), italienischer Opernsänger
Pembaurstraße, Pasing
(1952) Josef Pembaur (1875–1950), österreichischer Pianist und Komponist
Penckstraße, Feldmoching
(1954) Albrecht Penck (1858–1945), deutscher Geograph und Geologe
Pennstraße, Südgiesing
(1954) William Penn (1644–1718), Quäker und Kolonist, Gründer der Kolonie Pennsylvania in den USA
Pentenriederweg, Forstenried
(1983) Josef Pentenrieder (1901–1967), Stadtpfarrer in Forstenried
Penzberger Straße, Mittersendling
(1931) Penzberg, Stadt im Landkreis Weilheim-Schongau
Penzoltstraße, Allach-Untermenzing
(1947) Franz Pentzold (1849–1927), deutscher Internist und Pharmakologe
Peralohstraße, Perlach
(1930) Peraloh, Name der ausgedehnten Waldgebiete im Süden Münchens
Perathonerstraße, Harlaching
(1927) Julius Perathoner (1849–1926), letzter deutscher Bürgermeister Bozens, Reichsratsabgeordneter in Wien und Landtagsabgeordneter in Innsbruck
Perchastraße, Obersendling
(1921) Percha, Ortsteil von Starnberg
Perchtinger Straße, Obersendling
(1980) Perchting, Ortsteil von Starnberg
Peretshofener Straße, Solln
(1956) Peretshofen, Ortsteil der oberbayerischen Gemeinde Dietramszell im Landkreis Bad Tölz-Wolfratshausen
Perfallstraße, Haidhausen
(1958) Karl Freiherr von Perfall (1824–1907), Intendant der königlich bayerischen Hof- und Residenztheater
Perhamerstraße, Laim
(1901) Georg Perhamer, Kaufmann und Mitglied des Äußeren Rates der Stadt München
Perkhoferstraße, Laim
(1922) Perkhofer, Münchner Patrizierfamilie im 14. Jahrhundert
Perlacher Bahnhofstraße, Perlach
(1930) Bahnhof München-Perlach
Perlacher Straße, Obergiesing
(1897) Perlach, ehemalige Gemeinde südöstlich von München, 1930 eingemeindet
Perlacher Weg, Ramersdorf
(1897) siehe vorstehend
Perlacherweg,
(1876) → Perlacher Weg
Perlgrasweg, Moosach
(2002) Nickendes Perlgras aus der Gattung der Perlgräser
Perlschneiderstraße, Pasing
(1938) Perlschneider, ehemalige Bauernfamilie aus Pasing
Permanederstraße, Am Hart
(1927) Franz Michael Permaneder (1794–1862), deutscher katholischer Theologe
Permoserplatz, Berg am Laim
(1963) Balthasar Permoser (1651–1732), Bildhauer
Permoserstraße,
(1958) 31. Stadtbezirk
Pernerkreppe, Oberföhring
(1959) Pernerhof, ehemaliger Bauernhof in Oberföhring
Pertisaustraße, Berg am Laim
(1960) Pertisau, Ortsteil der Gemeinde Eben am Achensee in Tirol
Perusagasse,
(1874)
Perusastraße, Altstadt
(1876)
Peschelanger, Neuperlach
(1970) Max Peschel (1886–1969), Politiker und Gewerkschafter
Pesenbachstraße, Isarvorstadt
(1876)
Peslmüllerstraße, Pasing
(1956) Joseph Peslmüller (1866–1952), deutscher Bassist und Kapellsänger
Pestalozzistraße, Isarvorstadt
(1897) Johann Heinrich Pestalozzi (1746–1827), Schweizer Pädagoge
Peter-Anders-Straße, Pasing
(1960) Peter Anders (1908–1954), deutscher Opernsänger
Peter-Auzinger-Straße, Obergiesing, Neuharlaching
(1930) Peter Auzinger (1836–1914), deutscher Schauspieler und bayerischer Mundartdichter
Peter-Dörfler-Straße, Moosach
(1963) Peter Dörfler (1878–1955), deutscher katholischer Priester, Erzieher und Dichter
Peter-Henlein-Straße, Ramersdorf
(1935) Peter Henlein (um 1480–1542), deutscher Schlossermeister und Uhrmacher
Peter-Kreuder-Straße, Obermenzing
(1982) Peter Kreuder (1905–1981), deutsch-österreichischer Komponist, Pianist und Dirigent
Peter-Lühr-Straße, Waldperlach
(2000) Peter Lühr (1906–1988), Schauspieler
Peter-Müller-Straße, Allach-Untermenzing
(1938) Peter Müller (1866–1941), verdienstvoller Bürger Allachs
Peter-Paul-Althaus-Straße, Schwabing
(1967) Peter Paul Althaus (1892–1965), deutscher Schriftsteller und Kabarettist
Peter-Putz-Straße, Pasing
(1947) Peter Putz, Großbauer in Pasing
Peter-Schlemihl-Straße, Sendling-Westpark
(1938) Peter Schlemihl, Titelgestalt eines Märchens von Adalbert von Chamisso
Peter-Stegmüller-Weg, Allach-Untermenzing
(1971) Peter Stegmüller (1890–1967), Schreinermeister und Gemeinderat ins Allach
Peter-Vischer-Straße, Pasing
(1948) Peter Vischer der Ältere (1455–1529), deutscher Bildhauer und Rotschmied
Peter-Winter-Straße, Allach-Untermenzing
(1952) Peter Winter-Heidingsfeld (1871–1920), deutscher Maler und Bildhauer
Petergörglstraße, Obermenzing
(1947) alter Hausname
Petersenstraße, Solln
(1955) Hans von Petersen (1850–1914), Maler, Präsident der Münchner Künstlergenossenschaft
Petersplatz, Altstadt
(nach 1815) Peterskirche an diesem Platz
Petra-Kelly-Straße, Schwabing-West
(2011) Petra Kelly (1947–1992), Politikerin und Gründungsmitglied der Partei Die Grünen
Petra-Moll-Weg, Schwanthalerhöhe
(2002) Petra Moll (1921–1989), deutsche Malerin
Petrarcastraße, Hasenbergl
(1960) Francesco Petrarca (1304–1374), italienischer Dichter und Geschichtsschreiber
Petristraße, Harlaching
(1935) Friedrich Petri (1817–1893), deutscher Ingenieur, Oberregierungsrat und Eisenbahnpräsident; Erfinder des Geschwindigkeitsmessers für Lokomotiven
Pettenbeckstraße, Altstadt
(1899) Maria von Pettenbeck (1573–1619), Ehefrau des Prinzen Ferdinand von Bayern (1550–1608) und Ahnin der Grafen von Wartenberg
Pettenkoferstraße, Ludwigsvorstadt
(1902) Max von Pettenkofer (1818–1901), deutscher Chemiker und Hygieniker
Pettostraße, Lochhausen
(1953) Petto, Bauer von Lochhausen um 950
Petuelring, Milbertshofen-Am Hart, Schwabing-West
(1962) Petuel, Familie vermachte ihr gesamtes Vermögen in den 1930er Jahren der Stadt München
Petueltunnel, Schwabing-West, Schwabing-Freimann
(2002) siehe vorstehend
Petunienweg, Großhadern
(1947) Petunien, Pflanzengattung innerhalb der Familie der Nachtschattengewächse
Petzetstraße, Obermenzing
(1947) Erich Petzet (1870–1928), Bibliothekar und Historiker
Pfaffenhofener Platz, Laim
(1922) Pfaffenhofen an der Ilm, oberbayerische Kreisstadt
Pfaffenwinkel, Sendling-Westpark
(1957) Pfaffenwinkel, Region in Südbayern bezeichnet zwischen Lech und Loisach
Pfaffmünsterweg, Nymphenburg
(1982) Kloster Pfaffenmünster in Niederbayern
Pfälzer-Wald-Straße, Ramersdorf
(1930) Pfälzerwald, Mittelgebirgslandschaft in Rheinland-Pfalz
Pfänderstraße, Neuhausen
(1955) Alexander Pfänder (1870–1941), deutscher Philosoph
Pfandhausstraße,
(1873), 1951 in Pacellistraße umbenannt
Pfanzeltplatz, Perlach
(1930) Martin Pfanzelt (1825–1912), katholischer Pfarrer der ehemals selbständigen Gemeinde Perlach
Pfarrer-Endres-Weg, Laim
(1998) Otto Endres (1897–1971), Geistlicher Rat
Pfarrer-Grimm-Straße, Untermenzing
(1947) Josef Grimm (1900–1945), Pfarrkurat an der Kirche St. Martin in Untermenzing; die Straße hieß zuvor Schulstraße†
Pfarrer-Himmler-Straße, Lerchenau
(1984) Peter Himmler (1915–1978), Stadtpfarrer in der Fasanerie
Pfarrer-Kolberer-Straße, Feldmoching
(1947) Sintpert Kolberer († 1634), Pfarrer in Feldmoching
Pfarrer-Rosenberger-Straße, Isarvorstadt
(2001) Josef Rosenberger (1910–1993), Kaplan und Stadtpfarrer in St. Maximilian
Pfarrer-Steiner-Platz, Hasenbergl
(2001) Otto Steiner (1917–1995), evangelisch-lutherischer Pfarrer und Seelsorger im Hasenbergl
Pfarrhofgasse,
(1873)
Pfarrhofstraße,
(1876)
Pfarrstraße, Lehel
(nach 1808) Pfarrei von St. Anna
Pfarrweg, Ramersdorf
(1867) Teilstück des Weges zu den Pfarrkirchen Giesing und Perlach
Pfättendorferstraße, Obermenzing
(1938) Margarete Pfättendorfer, Konkubine von Herzog Siegmund
Pfauenstraße, Solln
1947 umbenannt in Makartstraße
Pfauenweg, Am Hart
(1933) Pfau, Gattung aus der Familie der Fasanenartigen
Pfefferstraße, Maxvorstadt
(1877) Scherzname als Gegenstück zur früher gegenüberliegenden Salzstraße
Pfeilschifterstraße, Moosach
(1957) Georg Pfeilschifter (1870–1936), deutscher römisch-katholischer Kirchenhistoriker
Pfeilweg, Fürstenried
(1956) Pflegerbauer, Hofname
Pfeivestlstraße, Pasing
(1947) Pfeivestel, Hausname
Pfennigweg, Trudering
(1957) Pfennig, alte deutsche Währungseinheit
Pferdstraße, Alte,
(1873)
Pferdstraße, Neue,
(1873)
Pferggasse, Freimann
(1950) alter Flurname
Pfettenstraße, Obermenzing
(1938) Pfetten, altes oberbayerisches Adelsgeschlecht
Pfeuferstraße, Sendling
(1897) Siegmund Heinrich Freiherr von Pfeufer (1824–1894), Regierungspräsident und Staatsminister
Pfingstrosenstraße, Großhadern
(1947) Pfingstrosen, Pflanzengattung
Pfistermeisterstraße, Haidhausen
(1932) Franz Seraph von Pfistermeister (1820–1912 in), Hofsekretär und Staatsrat
Pfisterstraße, Altstadt
(vor 1780) ursprüngliche Lage der Bäckerei Hofpfisterei
Pfitznerstraße, Milbertshofen
(1923) Hans Pfitzner (1869–1949), deutscher Komponist, Dirigent und Autor
Pflaumstraße, Feldmoching
(1947) Fritz Pflaum (1871–1908), Alpinist
Pflegerbauerstraße, Oberföhring
(1962) Pflegerbauer, alter Hofname
Pflegerstraße, Obermenzing
(1938) Amtspfleger der ehemaligen Hofmark Menzing
Pflüglstraße, Allach-Untermenzing
(1956) Pflügl (oder Pfliegl), alter Hausname
Pflugstraße, Altstadt
(vor 1665) Simon Pflug (Pflueg), Bäcker und um 1579 Besitzer vieler Häuser in dieser Straße
Pfrontener Platz, Sendling-Westpark
(1951) Pfronten, Gemeinde im Allgäu
Pfundmayerstraße, Neuhadern
(1947) Pfundmay(e)r, Münchner Patrizierfamilie
Phantasiestraße, Waldtrudering
(1932) ehemalige Gastwirtschaft Phantasie an der Wasserburger Landstraße
Philipp-Foltz-Straße, Perlach
(1985) Philipp von Foltz (1805–1877), deutscher Maler
Philipp-Loewenfeld-Straße, Schwanthalerhöhe
(2006) Philipp Loewenfeld (1887–1963), Rechtsanwalt
Philipp-Reis-Straße, Solln
(1977) Philipp Reis (1834–1874), einer der ersten Entwickler des Telefons
Philippine-Schick-Allee, Obermenzing
(1994) Philippine Schick (1893–1970), deutsche Komponistin und Hochschuldozentin
Piccoloministraße, Milbertshofen
(1931) Ottavio Piccolomini (1599–1656), italienischer Adliger, General in der kaiserlichen Wallenstein-Armee
Pichtstraße, Thalkirchen
(1956) Oskar Picht (1871–1945), Blindenlehrer und Erfinder einer Punktschriftmaschine für Blinde
Pickelstraße, Moosach
(1906) Johann Georg Pickel (1751–1838), Professor für Medizin, Chemie und Pharmazie
Pidinger Straße, Obersendling
(1925) Piding, Gemeinde im Landkreis Berchtesgadener Land
Pienzenauerstraße, Bogenhausen
(1906) Pienzenau, altes bayerisches Adelsgeschlecht
Pilarstraße, Nymphenburg
(1900) Maria del Pilar von Bayern (1891–1987), deutsche Prinzessin und Malerin
Pilatusstraße, Trudering
(1950) Pilatus, Bergmassiv in der Schweiz
Pilgersheimer Straße, Untergiesing
(1856) Schlösschen Pilgramsheim, 1785 von dem Bankier Anton von Pilgram erbaut
Pilotystraße, Lehel
(1886) Carl Theodor von Piloty (1826–1886), deutscher Maler
Pilsenseestraße, Sendling-Westpark
(1928) Pilsensee im Landkreis Starnberg
Piltzweg, Obermenzing
(1947) Otto Piltz (1846–1910), deutscher Maler
Pinienweg, Freimann
(1950) Pinien, Pflanzenart aus der Gattung der Kiefern
Piperstraße, Allach-Untermenzing
(1947) Otto Piper (1841–1921), Begründer der wissenschaftlichen Burgenforschung
Pippinger Straße, Pasing-Obermenzing
(1947) Pipping, Ortsteil von Obermenzing
Pippinplatz, Fürstenried
(1956) Pippin (714–768), König der Franken und Vater Karls des Großen
Pirchingerstraße, Daglfing
(1934) Pirchinger, angesehene Münchner Apothekerfamilie
Pirkheimerstraße, Mittersendling
(1907) Willibald Pirckheimer (1470–1530), deutscher Renaissance-Humanist, Jurist und Übersetzer, Feldherr, Künstler und Kunstsammler sowie Mäzen
Pirmasenser Straße, Pasing
(1973) Pirmasens, Stadt in Rheinland-Pfalz
Pirmaterstraße, Neuhadern
(1951) Ludwig Pirmater, Pfarrer in Gräfelfing
Pirolstraße, Lochhausen
(1947) Pirol, Familie der Sperlingsvögel
Pirschstraße, Moosach
(1921) benachbartes Jagd- und Waldgebiet
Pistorinistraße, Untergiesing
(1956) Antonio Francesco Pistorini, italienischer Baumeister und Stuckateur
Piusplatz, Berg am Laim
(1931) Piuskirche
Piusstraße, Berg am Laim
(1973) siehe vorstehend
Pixisstraße, Bogenhausen
(1910) Theodor Pixis (1831–1907), deutscher Maler und Zeichner, Illustrator und Radierer
Planegger Straße, Pasing
(1946) Planegg, Gemeinde im Landkreis München
Plankenfelser Straße, Aubing
(1947) Plankenfels, Gemeinde in Oberfranken
Plankenhofstraße, Daglfing
(1957) alter Hofname
Plankensteinstraße, Berg am Laim
(1920) Plankenstein, Berg in den Tegernseer Bergen
Plankstettenstraße, Nymphenburg
(1982) Kloster Plankstetten und gleichnamiger Ort in der Oberpfalz
Planseestraße, Sendling-Westpark
(1926) Plansee in Tirol
Pläntschweg, Obermenzing
(1947) Pläntsch, Obermenzinger Bauernfamilie
Plassenburgstraße, Ramersdorf
(1935) Plassenburg in Kulmbach/Oberfranken
Platanenstraße, Großhadern
(1938) Platanen, Pflanzenfamilie
Platenstraße, Ludwigsvorstadt
(1890) August von Platen-Hallermünde (1796–1835), deutscher Dichter
Plattlinger Straße, Solln
(1958) Plattling, Stadt in Niederbayern
Plattnerstraße, Untergiesing
(1902) Zacharias Plattner († um 1730), Kooperator an der Pfarrei St. Peter
Platz der Freiheit, Neuhausen
(1946) zu Ehren der zahlreichen Opfer im Widerstandskampf gegen den Nationalsozialismus
Platz der Menschenrechte, Riem
(2003) Deklaration der Menschenrechte der Vereinten Nationen

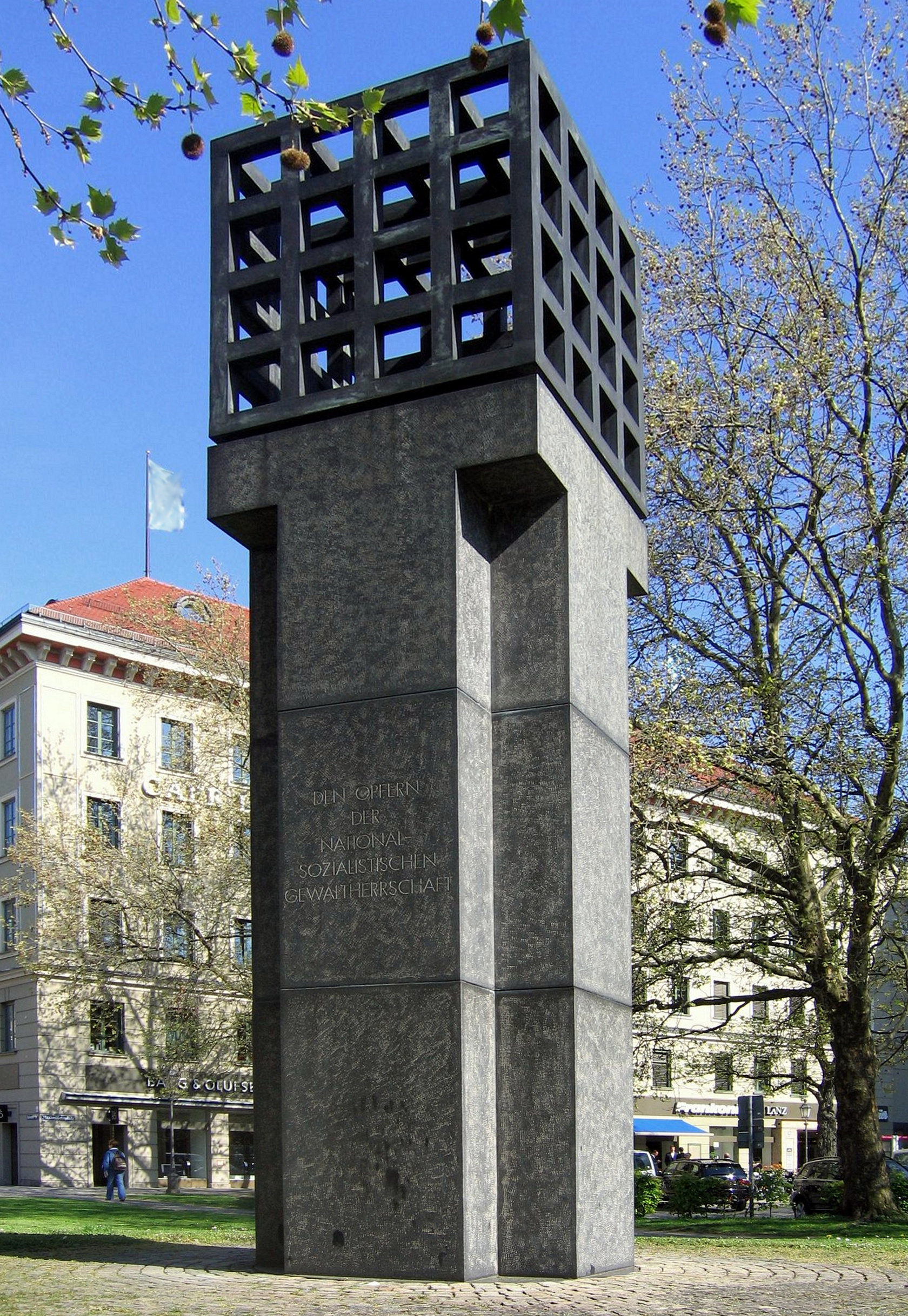
Denkmal für die Opfer der NS-Gewaltherrschaft

Platz der Opfer des Nationalsozialismus, Altstadt
(1946) zu Ehren der Opfer des nationalsozialistischen Gewaltherrschaft
Plätzchen, Altstadt
(1876) Kleiner Platz vor dem Hofbräuhaus
Platzl, Altstadt
(vor 1780) als Verweis auf die platzartige Erweiterung der dortigen Straße
Plauener Straße, Moosach
(1925) Plauen, Stadt in Sachsen
Plazerstraße, Neuhadern
(1947) Plazer, Münchner Kaufmannsfamilie
Plecherstraße, Obergiesing
(1960) Hans Plecher (1878–1934), Bezirksschulrat in München
Plenklweberweg, Straßtrudering
(1976) Plenklweber, Hofname
Plettstraße, Neuperlach
(1966) Heinrich Plett (1908–1963), deutscher Manager und Vorstandsvorsitzender des Wohnungsunternehmens Neue Heimat
Plievierpark, Neuperlach
(1971) Theodor Plievier (1892–1955), deutscher Schriftsteller
Plinganserstraße, Sendling, Obersendling
(1878) Georg Sebastian Plinganser (1681–1738), Anführer des Unterländer Bauernaufstandes gegen Österreich 1705/1706
Plumserjochstraße, Gartenstadt Trudering
(1921) Plums(er)joch, Berg in den Tiroler Alpen
Poccistraße, Isarvorstadt
(1887) Franz Graf von Pocci (1807–1876), deutscher Zeichner, Radierer, Schriftsteller, Musiker und Komponist
Pöckinger Straße, Fürstenried
(1921) Pöcking, Gemeinde am Starnberger See
Poetenwinkel, Pasing
(1947) zu Ehren aller Münchner Poeten
Pognerstraße, Thalkirchen
(1901) Johann Pogner († 1706), Münchner Weinwirt, Hauptbeteiligter des Unterländer Bauernaufstandes gegen Österreich 1705/1706
Pöhlmannstraße, Laim
(1935) Robert von Pöhlmann (1852–1914), Althistoriker†††††
Poißlweg, Untergiesing
(1967) Johann Nepomuk Freiherr von Poißl (1783–1865), Münchner Hofmusik- und Hoftheaterintendant
Polkostraße, Obermenzing
(1947) Elise Polko (1823–1899), deutsche Dichterin und Sängerin
Pöllatstraße, Obergiesing
(1952) Pöllat, Wildbach bei Schloss Neuschwanstein
Pollenwiesenweg, Lochhausen
(1952) later Flurname
Pollinger Straße, Sendling-Westpark
(1904) Kloster Polling im Landkreis Weilheim-Schongau
Pommernstraße, Milbertshofen
(1925) Pommern, Region im Nordosten Deutschlands und im Nordwesten Polens
Ponkratzstraße, Feldmoching
(1969) Josef Ponkratz, Feldmochinger Wirt und Jagdpfleger
Pontresinaweg, Fürstenried
(1967) Pontresina, Luftkurort in der Schweiz
Ponzonestraße, Neuhausen
(1906) Antonio Ponzone († 1602), italienischer Maler
Pöppelstraße, Au
(1878) Johann Michael Pöppel († 1763), errichtete ein Waisenhaus in der Au
Porgesstraße, Obermenzing
(1958) Heinrich Porges (1837–1900), österreichischer Chorleiter und Musikkritiker
Portenstraße, Thalkirchen
(unbekannt) Portenhof, früheres Bauerngut
Portiastraße, Harlaching
(1900) Maria Josepha Hyacintha Tapor Fürstin von Portia (1714–1787), Stifterin
Pörtschacher Straße, Laim
(1951) Pörtschach, Gemeinde am Wörther See in Kärnten
Portweg, Freimann
(1950) alter Flurname
Poschingerstraße, Bogenhausen
(1906) Johann Michael III. Ritter und Edler von Poschinger (1834–1908), schenkte der Stadt München das Schloss Ismaning, sowie die Güter Zengermoos und Karlshof
Posener Platz, Englschalking
(1931) Posen, Stadt in Polen
Posener Straße, Englschalking
(1931) siehe vorstehend
Possartstraße, Bogenhausen
(1902) Ernst von Possart (1841–1921), deutscher Schauspieler und Bühnenleiter, zwischen 1873 und 1887 an der Hofbühne zu München als Oberregisseur und Schauspieldirektor tätig
Posseltplatz, Neuhausen
(1947) Karl Posselt (1837–1916), Arzt
Pössenbacherstraße, Thalkirchen
(1937) Anton Pössenbacher (1842–1920), Möbelfabrikant
Possenhofener Straße, Forstenried
(1919) Possenhofen, Ortsteil der Gemeinde Pöcking im Landkreis Starnberg
Postillonstraße, Moosach
(1927) Postillon, Gespannführer einer Postkutsche
Postweg, Neutrudering
(1932) ehemals der Weg der Post nach Harthausen/Pframmern
Pötschnerstraße, Neuhausen
(1881) Pötschner, Münchner Patrizierfamilie
Potsdamer Straße, Schwabing
(1908) Potsdam, Stadt in Brandenburg
Pottensteinstraße, Aubing
(1945) Pottenstein, Stadt in Oberfranken
Pottstraße, Allach-Untermenzing
(1947) Emil Pott (1851–1913), deutscher Tierzuchtwissenschaftler
Prager Straße, Am Hart
(1954) Prag, Hauptstadt Tschechiens
Prälat-Miller-Weg, Altstadt
(1992) Konrad Miller (1912–1991), Priester der Pfarrkirche Heilig Geist
Prälat-Wellenhofer-Straße, Großhadern
(2002) Stephan Wellenhofer (1895–1980), Pfarrer der Pfarrei Fronleichnam von 1948 bis 1966 und Gründer des Piccoloclub (1926) für gefährdete Jugendliche im Hotelgewerbe
Prälat-Zistl-Straße, Altstadt
(1984) Max Zistl, Stadtpfarrer in St. Peter (München)
Pranckhstraße, Maxvorstadt
(1890) Siegmund von Pranckh (1821–1888), bayerischer General der Infanterie und Kriegsminister
Prangerlstraße, Obermenzing
(1947) Georg Pranger (1745–1820), Geigenspieler, letzter Hofnarr in der Münchner Residenz
Prannerstraße, Altstadt
(vor 1368) Familie Prandan besaß ein Haus in der Straße, Schreibweise des Namens wandelte sich mehrmals
Prantlstraße, Allach-Untermenzing
(1954) Carl von Prantl (1820–1888), deutscher Philosoph
Praschlerstraße, Berg am Laim
(1922) Nikolaus Praschler, Pfarrer in Baumkirchen und Berg am Laim
Praterinsel, Lehel
(1912) Prater, Gasthausname in Anlehnung an den Wiener Prater
Praterstraße, Haidhausen
(1874)
Praterwehrbrücke, Lehel
(unbekannt) siehe vorstehend
Preetoriusweg, Neuperlach
(1981) Emil Preetorius (1883–1973), deutscher Illustrator und Grafiker
Pregerstraße, Allach-Untermenzing
(1947) Wilhelm Preger (1827–1896), lutherischer Theologe
Preisingstraße,
(1879)→Preysingstraße
Prentelweg, Pasing
(1955) Prentel, alte Pasinger Familie
Preßburger Straße, Sendling-Westpark
(1937) Pressburg, Hauptstadt der Slowakei
Presselweg, Pasing
(1947) Gustav Pressel (1827–1890), deutscher Komponist
Pretzfelder Straße, Aubing
(1947) Pretzfeld, Marktgemeinde in Oberfranken
Preußenstraße, Milbertshofen
(1925) Preußen, historischer deutscher Staat
Preysingplatz, Haidhausen
(1897) Maximilian Graf von Preysing-Hohenaschau (1736–1829), Politiker, Schlossbesitzer in Haidhausen
Preysingstraße,
(1856) siehe vorstehend
Preziosastraße, Bogenhausen
(1966) Preciosa, Schauspiel von Pius Alexander Wolff mit Bühnenmusik von Carl Maria von Weber, 1820
Prielmaiergasse
(1845)
Prielmaierstraße,
(1876) → Prielmayerstraße
Prielmayerstraße, Maxvorstadt
(1886) Franz Xaver Freiherr von Prielmayer (1766–1824), königl. Appelationsgerichtsrat
Prießnitzstraße, Allach-Untermenzing
(1945) Vincenz Prießnitz (1799–1851), deutscher Landwirt und autodidaktischer Naturheiler aus Österreichisch-Schlesien
Primelstraße, Blumenau
(1938) Primeln, Pflanzengattung
Pringsheimstraße, Allach-Untermenzing
(1947) Alfred Pringsheim (1850–1941), deutscher Mathematiker und Kunstmäzen
Prinz-Eugen-Straße, Schwabing-West
(1899) Prinz Eugen von Savoyen (1663–1736), Feldherr
Prinz-Konstantin-Straße, Perlach
(1975) Konstantin Prinz von Bayern (1920–1969), Journalist und Politiker
Prinz-Ludwig-Straße,
(1897) Prinz Ludwig (1845–1921), späterer bayerischer König Ludwig III.
Prinz-Ludwigs-Höhe
nach 1913 in Ludwigshöher Straße umbenannt
Prinzenstraße, Neuhausen-Nymphenburg
(um 1885) zu Ehren der bayerischen Prinzen
Prinzregentenplatz, Bogenhausen
(1897) Prinzregent Luitpold (1821–1912)

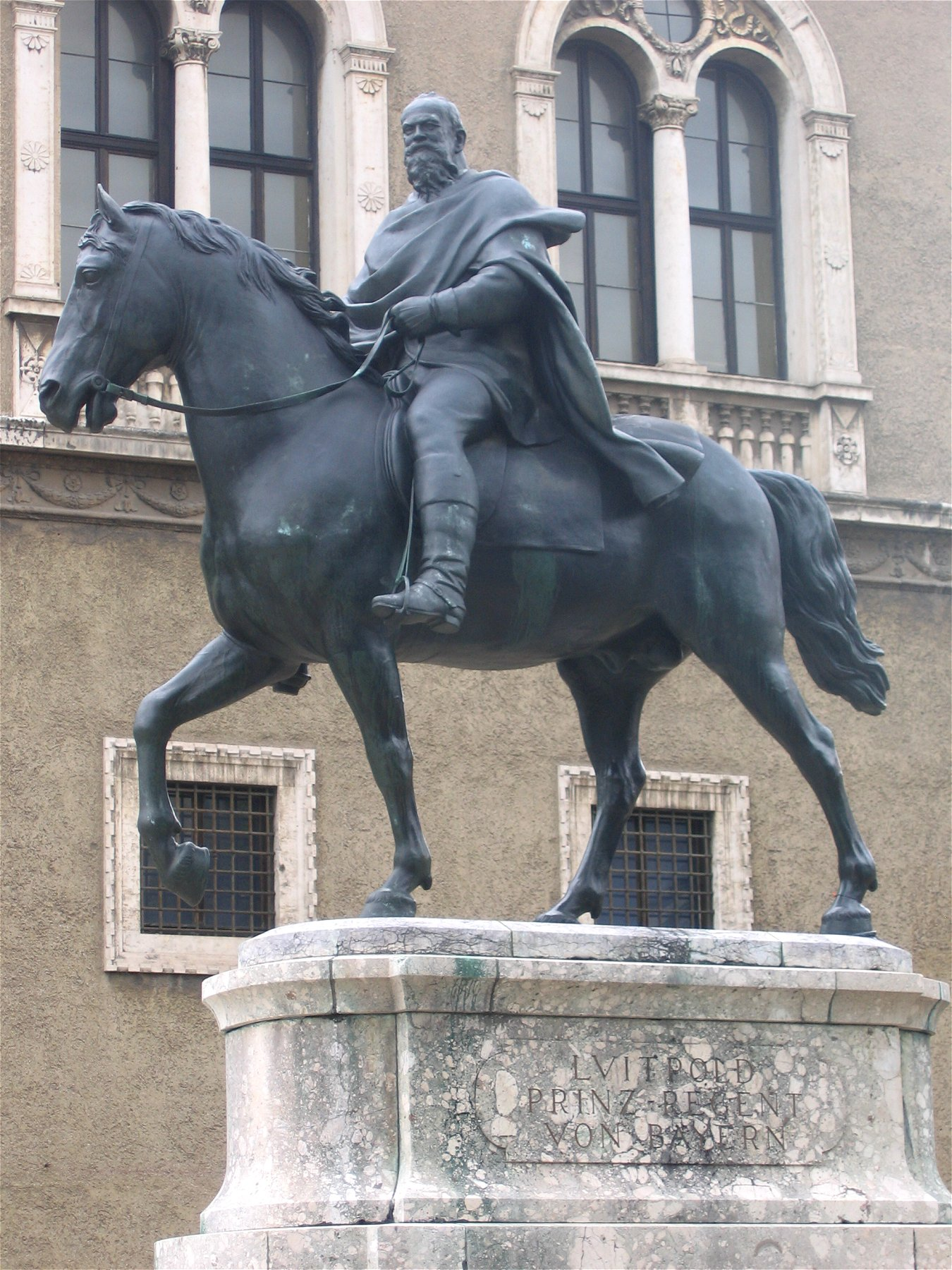
Prinzregent Luitpold

Prinzregentenstraße, Lehel, Bogenhausen
(1890) siehe vorstehend
Probst-Heinrich-Straße, Milbertshofen
(1913) Propst Heinrich von Schäftlarn
Probstbräustraße,
(1876)
Prochintalstraße, Moosach
(1957) Prochintal, alter Gutshof in Moosach
Proebststraße,
Professor-Eichmann-Straße, Allach-Untermenzing
(1947) Eduard Eichmann (1870–1946), katholischer deutscher Priester, Theologe und Kirchenrechtler
Professor-Huber-Platz, Maxvorstadt
(1946) Kurt Huber (1893–1943), Mitglied der Weißen Rose
Promenadeplatz, Altstadt
(vor 1805) ursprünglich militärischer Paradeplatz
Promenadestraße,
(1873–1952) heute Kardinal-Faulhaber-Straße
Pronnerplatz, Laim
(1901) Wolfgang Jakob Pronner, eine der 42 Geiseln in schwedischer Gefangenschaft im Dreißigjährigen Krieg
Prößlstraße, Harlaching
(1900) Therese von Prößl († 1857), wohltätige Stifterin
Prüfeningweg, Nymphenburg
(1982) Kloster Prüfening, ehemalige Abtei der Benediktiner in Regensburg
Puccinistraße, Pasing
(1959) Giacomo Puccini (1858–1924), italienischer Komponist
Puchheimer Straße, Moosach
(1935) Puchheim, Stadt im Landkreis Fürstenfeldbruck
Puechbergerstraße, Ramersdorf
(1899) Seyfried Puechberger, Stadtoberrichter in München
Pühnstraße, Englschalking
(1947) Julie Pühn (1846–1917), wohltätige Stifterin
Pullacher Platz, Solln
wurde bei der Eingemeindung Sollns 1938 Teil von München, 1947 umbenannt in Wilhelm-Leibl-Straße
Pullacher Platz, Thalkirchen
(1924) Pullach, Gemeinde im Landkreis München
Pullacher Straße, Solln
wurde bei der Eingemeindung Sollns 1938 Teil von München, 1947 umbenannt in Wilhelm-Leibl-Straße
Pullacher Straße, Thalkirchen
(1901) siehe vorstehend
Pulverturmstraße, Hasenbergl
(1938) Pulverturm auf nahegelegenen einem Schießplatz
Pündterplatz, Schwabing-West
(1891) Emil Pündter, Regierungsrat, Verdienste um die Stadterhebung von Schwabing (1887)
Puppenweg, Waldperlach
(1955) Puppen, in Anlehnung an die umliegende Straßen, die nach Märchengestalten benannt sind

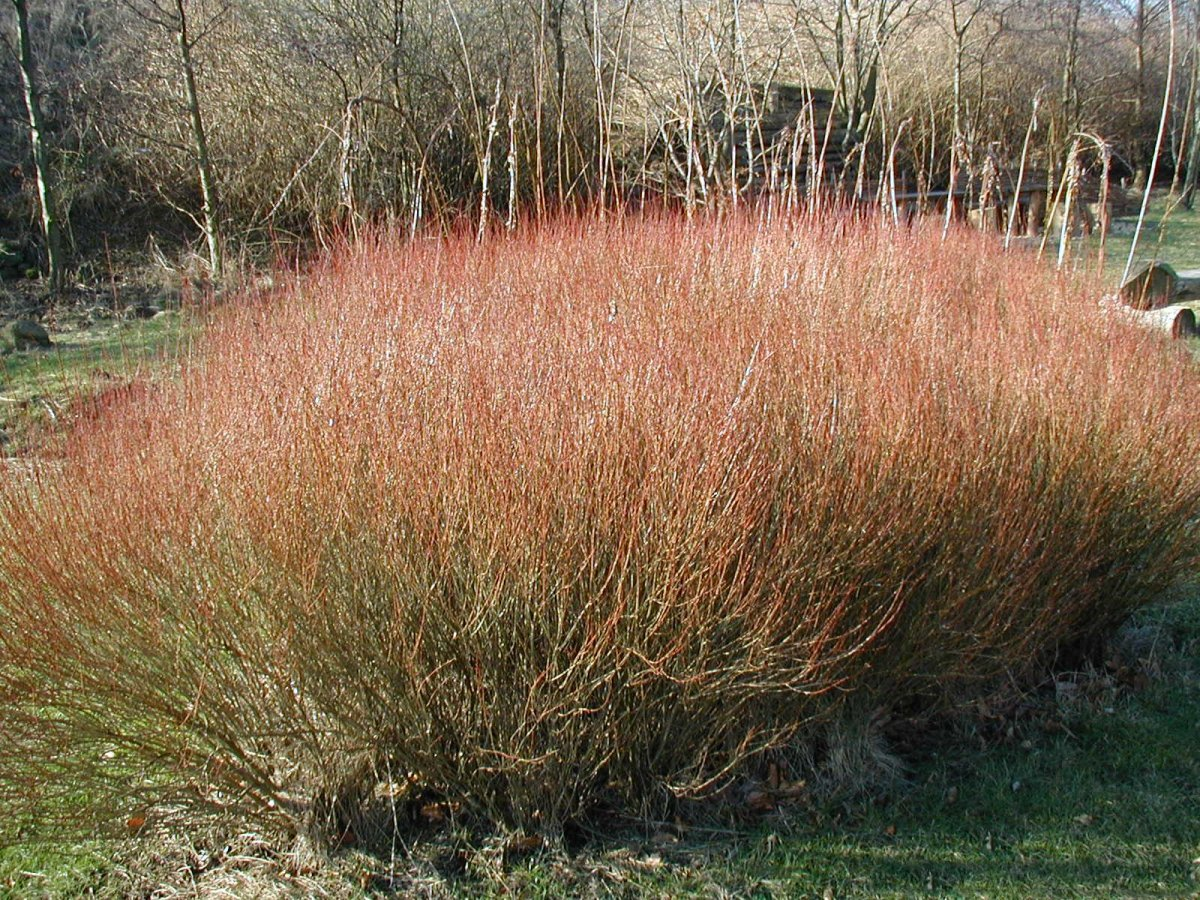
Purpur-Weide

Purpurweidenweg, Aubing-Lochhausen-Langwied
(2011) Purpur-Weide, Pflanze aus der Gattung der Weiden
Pütrichstraße, Haidhausen
(1881) Pütrich, Münchner Patriziergeschlecht
Putzbrunner Straße, Perlach
(1930) Putzbrunn, Gemeinde im Landkreis München
Putziger Straße, Englschalking
(1932) Puck, Stadt in Polen (polnisch Puck)